# Джеймс Кромвелл
Джеймс Олівер Кромвелл, Джеймі Кромвелл (англ. James Oliver Cromwell; нар. 27 січня 1940, Лос-Анджелес, Каліфорнія, США) — американський актор, чотириразовий номінант премії «Еммі» (лауреат 2013 року), номінант на премію «Оскар» (1996).

## Біографія
Виріс у Мангеттені, Нью-Йорк, у сім'ї актриси Кей Джонсон і актора, режисера і продюсера Джона Кромвелла. Закінчив приватну школу The Hill School, коледж Міддлбері, навчався акторської майстерності в Університеті Карнегі-Меллона в Піттсбурзі, де також вивчав машинобудування.
З 1974 брав участь у телевізійних проектах, у 1976 дебютував у кіно.
У 1986—2005 роках був одружений з актрисою Джулі Кобб (нар. 1947), дочці акторів Лі Джей Кобба і Гелен Беверлі (1916—2011).

## Фільмографія

### Актор
| Рік       |    | Українська назва                                      | Оригінальна назва                             | Роль                                                                            |
| --------- | -- | ----------------------------------------------------- | --------------------------------------------- | ------------------------------------------------------------------------------- |
|           | ф  | (у виробництві)                                       | The Chain Breakers                            |                                                                                 |
|           | кф | (у виробництві)                                       | Life Zone                                     | батько                                                                          |
|           | кф | (у виробництві)                                       | The Immortal                                  | дід                                                                             |
|           | ф  | (у виробництві)                                       | Emperor                                       | Джон Браун                                                                      |
|           | ф  | (у виробництві)                                       | The Laundromat                                |                                                                                 |
| 2018—2019 | с  | Протилежна сторона                                    | Counterpart                                   | Янек, 4 епізоди                                                                 |
| 2018      | с  | Берлінська резидентура                                | Berlin Station                                | Гілберт Дорн, 3 епізоди                                                         |
| 2018      | мс | Супер шістка: серіал                                  | Big Hero 6: The Series                        | Келлеген (голос), 1 епізод                                                      |
| 2018      | с  | Правонаступництво                                     | Succession                                    | Еван Рой, 2 епізоди                                                             |
| 2018      | ф  | Світ Юрського періоду 2                               | Jurassic World: Fallen Kingdom                | Бенджамін Локвуд                                                                |
| 2017      | ф  | Маршалл                                               | Marshall                                      | суддя Фостер                                                                    |
| 2017      | с  | Події минулого тижня з Джоном Олівером                | Last Week Tonight with John Oliver            | Альберт Фолл, 1 епізод                                                          |
| 2017      | с  | Об'їзд                                                | The Detour                                    | Джей-Ар, 7 епізодів                                                             |
| 2017      | ф  | Усе тріщить по цілому                                 | A Crack in Everything                         |                                                                                 |
| 2016      | с  | Молодий Папа                                          | The Young Pope                                | кардинал Майкл Спенсер, 7 епізодів                                              |
| 2016      | ф  | Обітниця                                              | The Promise                                   | посол Генрі Моргенто                                                            |
| 2016      | с  | Американський досвід                                  | American Experience                           | Кларенс Дерроу (голос), 1 епізод                                                |
| 2014—2015 | с  | Навмисне убивство                                     | Murder in the First                           | Воррен Деніелз, 10 епізодів                                                     |
| 2015      | с  | Зупинись і гори                                       | Halt and Catch Fire                           | Джейкоб Вілер, 8 епізодів                                                       |
| 2014      | кф | Нічна ветеринарка                                     | Night Vet                                     | лікар Ейбел Евергуд                                                             |
| 2014      | ф  | Супер шістка                                          | Big Hero 6                                    | Роберт Келлаген (голос)                                                         |
| 2013—2014 | с  | Зрада                                                 | Betrayal                                      | Татчер Карстен, 13 епізодів                                                     |
| 2013      | ф  | Нова спроба Кейт Макколл                              | The Trials of Cate McCall                     | Джастіс Самптер                                                                 |
| 2012—2013 | с  | Підпільна імперія                                     | Boardwalk Empire                              | Ендрю Меллон, 4 епізоди                                                         |
| 2013      | с  | Не зашкодь                                            | Do No Harm                                    | лікар Філліп Чармело, 3 епізоди                                                 |
| 2012—2013 | с  | Американська історія жаху                             | American Horror Story                         | лікар Артур Арден, 10 епізодів                                                  |
| 2012      | ф  | Усе ще моя                                            | Still Mine                                    | Крейґ Моррисон                                                                  |
| 2012      | ф  | Солдати удачі                                         | Soldiers of Fortune                           | Семюел Хоссмен                                                                  |
| 2012      | ф  | День пам'яті                                          | Memorial Day                                  | Бад Фогель                                                                      |
| 2012      | ф  | Наїзниці та янголи                                    | Cowgirls 'n Angels                            | Теренс                                                                          |
| 2011      | ф  | Рік у Мурінгу                                         | A Year in Mooring                             | Старий моряк                                                                    |
| 2011      | кф | Прийом                                                | Admissions                                    | Клерк                                                                           |
| 2011      | ф  | Артист                                                | The Artist                                    | Кліфтон                                                                         |
| 2010      | тф | Під небом Риму                                        | Sotto il cielo di Roma                        | папа Пій XII                                                                    |
| 2010      | ф  | Чемпіон                                               | Secretariat                                   | Оґден Фіпс                                                                      |
| 2009      | кф | Поза межами                                           | Beyond All Boundaries                         | генерал Александер Вандегріфт / генерал Вільям Голсі (голоси)                   |
| 2009      | ф  | Самотнє місто для смерті                              | A Lonely Place for Dying                      | Говард Саймонс                                                                  |
| 2009      | ф  | Сурогати                                              | Surrogates                                    | доктор Лайонел Кантер                                                           |
| 2009      | тф | Останні дні братів Леман                              | The Last Days of Lehman Brothers              | Генк (Генрі) Полсон                                                             |
| 2009      | с  | Останній день (міні-серіал)                           | Impact                                        | Ллойд, 2 епізоди                                                                |
| 2009      | в  | Страйк-аут                                            | Strikeout                                     | директор                                                                        |
| 2008      | с  | Мій найгірший особистий ворог                         | My Own Worst Enemy                            | Алістар Трамбулл, 6 епізодів                                                    |
| 2008      | ф  | Дабл ю                                                | W.                                            | президент Джордж Буш                                                            |
| 2008      | в  | Ілюзія допиту                                         | Tortured (Video)                              | Джек                                                                            |
| 2008      | тф | Хіт-фактор                                            | Hit Factor                                    | Орсон Фірс                                                                      |
| 2007      | с  | Майстри наукової фантастики                           | Masters of Science Fiction                    | Рендолф Людвін, 1 епізод                                                        |
| 2007      | с  | 24                                                    | 24                                            | Філліп Бауер, 8 епізодів                                                        |
| 2007      | ф  | Людина-павук 3                                        | Spider-Man 3                                  | капітан Джордж Стейсі                                                           |
| 2007      | ф  | Джейн Остін                                           | Becoming Jane                                 | преподобний Остін                                                               |
| 2007      | ф  | Пекло Данте                                           | Dante's Inferno                               | Вергілій (голос)                                                                |
| 2006      | ф  | Королева                                              | The Queen                                     | принц Філіп                                                                     |
| 2006      | тф | Месник                                                | Avenger                                       | Пол Деверо                                                                      |
| 2005      | с  | Папа Іоан Павло II (міні-серіал)                      | Pope John Paul II                             | кардинал Адам Сапега, 2 серії                                                   |
| 2003—2005 | с  | Клієнт завжди мертвий                                 | Six Feet Under                                | Джордж Сіблі, 26 епізодів                                                       |
| 2005      | ф  | Усе або нічого                                        | The Longest Yard                              | Ворден Гейзен, начальник в'язниці                                               |
| 2004      | ф  | Я, робот                                              | I, Robot                                      | доктор Альфред Леннінг                                                          |
| 2004      | с  | Салемз Лот                                            | Salem's Lot                                   | отець Дональд Келлаген, 2 епізоди                                               |
| 2004      | с  | Західне крило                                         | The West Wing                                 | президент Ньюмен, 1 епізод                                                      |
| 2003      | с  | Ангели в Америці (міні-серіал)                        | Angels in America                             | Генрі, доктор Роя, 5 епізодів                                                   |
| 2003      | тф | Різдво Керол                                          | A Carol Christmas                             | привид                                                                          |
| 2003      | ф  | Той, що йде у снігах                                  | The Snow Walker                               | Волтер Шеперд                                                                   |
| 2003      | ф  | Чорний шар                                            | Blackball                                     | Рей                                                                             |
| 2002      | тф | Смерть у сім'ї                                        | A Death in the Family                         | Джоел Лінч                                                                      |
| 2002      | тф | Роберт Ф. Кеннеді                                     | RFK                                           | Президент Ліндон Джонсон                                                        |
| 2002      | кф | Нацисти                                               | The Nazi                                      | Франц                                                                           |
| 2002      | ф  | Ціна страху                                           | The Sum of All Fears                          | президент Роберт Фаулер                                                         |
| 2002      | мф | Спірит: Душа прерій                                   | Spirit: Stallion of the Cimarron              | Полковник (голос)                                                               |
| 2002      | тф | Чудові Емберсони                                      | The Magnificent Ambersons                     | майор Емберсон                                                                  |
| 2001      | с  | Громадянин Бейнс                                      | Citizen Baines                                | сенатор Бейнс, 7 епізодів                                                       |
| 2001      | ф  | Зоряний шлях: Ентерпрайз                              | Star Trek: Enterprise                         | доктор Зефрам Кокрейн, 1 епізод                                                 |
| 2001      | с  | Швидка допомога                                       | ER                                            | Бішоп Стюарт,4 епізоди                                                          |
| 2000      | ф  | Космічні ковбої                                       | Space Cowboys                                 | Боб Герсон                                                                      |
| 2000      | тф | Вибух                                                 | Fail Safe                                     | Гордон Кнапп                                                                    |
| 1999      | ф  | Зелена миля                                           | The Green Mile                                | Ворден Гел Мурс, начальник в'язниці                                             |
| 1999      | тф | Проект 281                                            | RKO 281                                       | Вільям Рендолф Герст                                                            |
| 1999      | ф  | Холостяк                                              | The Bachelor                                  | священик                                                                        |
| 1999      | тф | Легка справа про впивство                             | A Slight Case of Murder                       | Джон Едгарсон                                                                   |
| 1999      | ф  | Засніжені кедри                                       | Snow Falling on Cedars                        | суддя Філдинг                                                                   |
| 1999      | ф  | Дочка генерала                                        | The General's Daughter                        | генерал Джозеф Кемпбелл                                                         |
| 1998      | ф  | Бейб: Поросятко у місті                               | Babe: Pig in the City                         | фермер Артур Гоґґет                                                             |
| 1998      | ф  | Зіткнення з безоднею                                  | Deep Impact                                   | Алан Ріттенгаус                                                                 |
| 1998      | ф  | Особина 2                                             | Species II                                    | сенатор Джадсон Росс                                                            |
| 1998      | ф  | Старина Боб                                           | Owd Bob                                       | Адам Макадам                                                                    |
| 1997      | ф  | Виховання маленького індіанця                         | The Education of Little Tree                  | дідусь                                                                          |
| 1997      | ф  | Таємниці Лос-Анджелеса                                | L.A. Confidential                             | капітан Дадлі Сміт                                                              |
| 1996      | ф  | Зоряний шлях: Перший контакт                          | Star Trek: First Contact                      | доктор Зефрам Кокрейн                                                           |
| 1996      | ф  | Народ проти Ларрі Флінта                              | The People vs. Larry Flynt                    | Чарльз Кітінг                                                                   |
| 1996      | ф  | Стирач                                                | Eraser                                        | Вільям Донаг'ю                                                                  |
| 1996      | с  | Клієнт                                                | The Client                                    | офіцер поліції Джо Дентон, 1 епізод                                             |
| 1995—1996 | с  | Партнери                                              | Partners                                      | пан Саксонгауз, 2 епізоди                                                       |
| 1996      | с  | Дивна удача                                           | Strange Luck                                  | 1 епізод                                                                        |
| 1995      | с  | Зоряний шлях: Глибокий космос 9                       | Star Trek: Deep Space Nine                    | Генок, 1 епізод                                                                 |
| 1995      | ф  | Бейб                                                  | Babe                                          | фермер Артур Гоґґет                                                             |
| 1995      | тф | Обвинувальний акт: судовий розгляд у справі Макмартін | Indictment: The McMartin Trial                | суддя Паундерс                                                                  |
| 1995      | с  | Застава фехтувальників                                | Picket Fences                                 | єпископ, 1 епізод                                                               |
| 1995      | с  | Соколине Око                                          | Hawkeye                                       | Лонгсворт, 1 епізод                                                             |
| 1995      | с  | Ренегат                                               | Renegade                                      | Джеремі Сілімен, 1 епізод                                                       |
| 1994      | с  | Домогосподарство                                      | Home Improvement                              | Фред, 1 епізод                                                                  |
| 1994      | тф | Кошлатий собака                                       | The Shaggy Dog                                | Чарлі Малвігілл                                                                 |
| 1994      | тф | Помста придурків 4: Закохані придурки                 | Revenge of the Nerds IV: Nerds in Love        | пан Скольник                                                                    |
| 1994      | с  | Закон Лос-Анджелеса                                   | L.A. Law                                      | адвокат Гаттон, 1 епізод                                                        |
| 1993      | ф  | Ромео спливає кров'ю                                  | Romeo Is Bleeding                             | Кейдж                                                                           |
| 1990—1993 | с  | Зоряний шлях: Наступне покоління                      | Star Trek: The Next Generation                | Яґлом Шрек (2 епізоди) / прем'єр-міністр Найрок (1 епізод)                      |
| 1992      | тф | Помста придурків 3: Наступне покоління                | Revenge of the Nerds III: The Next Generation | пан Скольник                                                                    |
| 1992      | ф  | Бейб був тільки один                                  | The Babe (фільм про бейсболіста Бейба Рута)   | брат Матіас                                                                     |
| 1991      | с  | В ім'я дитини (міні-серіал)                           | In a Child's Name                             | службовець, 1 епізод                                                            |
| 1991      | с  | Джейк і Товстун                                       | Jake and the Fatman                           | Рассел Гевілленд, 1 епізод                                                      |
| 1991      | с  | Молоді вершники                                       | The Young Riders                              | Джейкоб, 1 епізод                                                               |
| 1990      | с  | Метлок                                                | Matlock                                       | суддя Реймонд Прайс, 1 епізод                                                   |
| 1990      | с  | Американський мрійник                                 | American Dreamer                              | Террі, 1 епізод                                                                 |
| 1990      | тф | Видатна посадка                                       | Miracle Landing                               | Б.Дж. Коккер                                                                    |
| 1990      | с  | Життя триває                                          | Life Goes On                                  | Білл Гендерсон, 1 епізод                                                        |
| 1989      | с  | Крістін Кромвель                                      | Christine Cromwell                            | Артур, 1 епізод                                                                 |
| 1989      | ф  | Перекотиполе                                          | The Runnin' Kind                              | дядько Філ                                                                      |
| 1989      | ф  | Рожевий кадилак                                       | Pink Cadillac                                 | готельний службовець                                                            |
| 1988      | с  | Пан Бульведер                                         | Mr. Belvedere                                 | Рой Галлахер, 1 епізод                                                          |
| 1988      | ф  | Рятування                                             | The Rescue                                    | адмірал Ротман                                                                  |
| 1988      | с  | Китайський пляж                                       | China Beach                                   | Роланд Веймут, посол з особливих доручень (1 епізод)                            |
| 1987—1988 | с  | Материн мазунчик                                      | Mama's Boy                                    | Щасливчик, 3 епізоди                                                            |
| 1987      | тф | Падіння Алісон                                        | Alison's Demise                               | Гамбольд Гобсон                                                                 |
| 1987      | ф  | Помста придурків 2: Придурки у Раю                    | Revenge of the Nerds II: Nerds in Paradise    | пан Скольник                                                                    |
| 1986—1987 | с  | Легкий шлях                                           | Easy Street                                   | Квентин Стендард, 22 епізоди                                                    |
| 1986      | ф  | Колотнеча                                             | A Fine Mess                                   | детектив Бліст                                                                  |
| 1986      | с  | Останній дільничний                                   | The Last Precinct                             | шеф-кухар Блудгорн, 2 епізоди                                                   |
| 1986      | с  | Омріяний Захід (міні-серіал)                          | Dream West                                    | генерал-майор Дейвід Гантер, 2 епізоди                                          |
| 1986      | с  | Магнум, приватний детектив                            | Magnum, P.I.                                  | французький поліціант, 1 епізод                                                 |
| 1985—1986 | с  | Опудало і пані Кінг                                   | Scarecrow and Mrs. King                       | Грегорі, 2 епізоди                                                              |
| 1986      | с  | Неймовірні історії                                    | Amazing Stories                               | Френсіс, 1 епізод                                                               |
| 1985      | с  | Сутінкова зона                                        | The Twilight Zone                             | Овдій Пейн, 1 епізод                                                            |
| 1985      | ф  | Дослідники                                            | Explorers                                     | містер Мюллер                                                                   |
| 1985      | с  | Рік Гантер і Ді-Ді Макколл                            | Hunter                                        | Сеймур Роббінс, 1 епізод                                                        |
| 1985      | с  | Блюз на Гілл-стріт                                    | Hill Street Blues                             | Ловенгендлер, 1 епізод                                                          |
| 1985      | с  | Дика сторона                                          | Wildside                                      | Буффало Білл (несправжній), 1 епізод                                            |
| 1985      | с  | Віч-на-віч                                            | Eye to Eye                                    | Менкен, 1 епізод                                                                |
| 1985      | с  | Лицар доріг                                           | Knight Rider                                  | Кертіс, 1 епізод                                                                |
| 1985      | с  | Гардкасл і Маккормік                                  | Hardcastle and McCormick                      | Джейк Феллоуз, 1 епізод                                                         |
| 1985      | с  | Розривна течія                                        | Riptide                                       | Джої Дітц, 1 епізод                                                             |
| 1984—1985 | с  | Даллас (1978—1991)                                    | Dallas                                        | Джеральд Кейн, 2 епізоди                                                        |
| 1985      | с  | Родинні зв'язки                                       | Family Ties                                   | Джон Генкок, 1 епізод                                                           |
| 1985      | с  | Нічний суд                                            | Night Court                                   | Алан, 1 епізод                                                                  |
| 1984      | ф  | О, Боже! Ти диявол                                    | Oh, God! You Devil                            | священик                                                                        |
| 1984      | ф  | Помста придурків                                      | Revenge of the Nerds                          | пан Скольник                                                                    |
| 1984      | тф | Земляни                                               | Earthlings                                    | Саймон Ґейнс                                                                    |
| 1984      | тф | Спрейґ                                                | Spraggue                                      | лейтенант Джордж Герлі                                                          |
| 1984      | с  | Потрібна перерва!                                     | Gimme a Break!                                | Рассел Косгроув, 1 епізод                                                       |
| 1984      | ф  | Божий дім                                             | The House of God                              | поліціант Квик                                                                  |
| 1984      | ф  | Танк                                                  | Tank                                          | Евклід Бейкер, помічник шерифа                                                  |
| 1984      | с  | Буффало Білл                                          | Buffalo Bill                                  | Стоунтон Макмоллер, 1 епізод                                                    |
| 1983      | ф  | Людина з двома мозками                                | The Man with Two Brains                       | ріелтор                                                                         |
| 1982      | с  | Отць Мерфі                                            | Father Murphy                                 | Фарлі Вебстер, 2 епізоди                                                        |
| 1982      | тф | Благодійник                                           | The Rainmaker                                 | Ной К'юррі                                                                      |
| 1982      | с  | Народжений вітром                                     | Born to the Wind                              | Риб'ячий живіт                                                                  |
| 1982      | тф | Босоніж в парку                                       | Barefoot in the Park                          | Геррі Пеппер                                                                    |
| 1982      | тф | Стіна                                                 | The Wall                                      | Францішек                                                                       |
| 1982      | с  | Медсестра                                             | Nurse                                         | Пол Мур, 1 епізод                                                               |
| 1977—1981 | с  | Барні Міллер                                          | Barney Miller                                 | 4 епізоди: сержант Вілкінсон, Ніл Спенсер, Джейсон Перріш, лікар Едмунд Денворт |
| 1981      | ф  | Ніхто не ідиальний                                    | Nobody's Perfekt                              | доктор Карсон                                                                   |
| 1980      | тф | Різдво без снігу                                      | A Christmas Without Snow                      | преподобний Ломан                                                               |
| 1980      | с  | Я вже велика дівчинка                                 | I'm a Big Girl Now                            | бармен, 1 епізод                                                                |
| 1980      | с  | Будиночок у прерії                                    | Little House on the Prairie                   | Гарв Міллер, 2 епізоди                                                          |
| 1980      | с  | Фло                                                   | Flo                                           | Леон, 2 епізоди                                                                 |
| 1979—1980 | с  | Біла Тінь                                             | The White Shadow                              | 2 епізоди: пан Гемільтон, Арт Каммінгз                                          |
| 1980      | с  | Сімейка Чисголм                                       | The Chisholms                                 | Джон Перді, 1 епізод                                                            |
| 1979      | с  | Різні штрихи                                          | Diff'rent Strokes                             | панотець О'Браєн, 1 епізод                                                      |
| 1979      | с  | Вісьмох вистачить                                     | Eight Is Enough                               | тренер Поллард, 1 епізод                                                        |
| 1979      | с  | Флетбуш                                               | Flatbush                                      | Сонні, 1 епізод                                                                 |
| 1978      | с  | Еліс                                                  | Alice                                         | детектив Ральф Гілтон, 1 епізод                                                 |
| 1978      | с  | Яблучний пиріг                                        | Apple Pie                                     | Дрісколл, 1 епізод                                                              |
| 1978      | ф  | Дешевий детектив                                      | The Cheap Detective                           | Шнель                                                                           |
| 1974—1978 | с  | Моді                                                  | Maude                                         | Альфі / лікар Феррінґтон (по 1 епізоду)                                         |
| 1976—1977 | с  | Шоу Ненсі Волкер                                      | The Nancy Walker Show                         | Глен, 13 епізодів                                                               |
| 1977      | тф | Смертельна гра                                        | Deadly Game                                   | Малкольм Россітер мол., помічник шерифа                                         |
| 1977      | с  | Хлопець і дві дівчини                                 | Three's Company                               | детектив Ленніґен, 1 епізод                                                     |
| 1976—1977 | с  | У полі зору                                           | Insight                                       | Джордж Спелвін / Норман (по 1 епізоду)                                          |
| 1977      | с  | Польовий шпиталь                                      | M*A*S*H                                       | Лео Бардонаро, 1 епізод                                                         |
| 1977      | тф | Дівчина в порожній могилі                             | The Girl in the Empty Grave                   | Малкольм Россітер мол., помічник шерифа                                         |
| 1976—1977 | с  | Мері Гартман, Мері Гартман                            | Mary Hartman, Mary Hartman                    | преподобний Баріфілд, 10 епізодів                                               |
| 1977      | с  | Поліцейська історія                                   | Police Story                                  | Лутц, 1 епізод                                                                  |
| 1977      | с  | Повір на слово                                        | All's Fair                                    | Шоу, 1 епізод                                                                   |
| 1976      | с  | Якось Орел... (міні-серіал)                           | Once an Eagle                                 | Ел Джи Клегорн, 4 серії                                                         |
| 1976      | ф  | Убивство смертю                                       | Murder by Death                               | Марсель Кассет                                                                  |
| 1976      | тф | Робінзони                                             | Stranded                                      | Джеррі Голмс                                                                    |
| 1975      | с  | Берберський берег                                     | Barbary Coast                                 | Рой, 1 епізод                                                                   |
| 1975      | с  | Балтиморський готель                                  | Hot L Baltimore                               | Білл Льюїс, 13 епізодів                                                         |
| 1974      | с  | Усі в родині                                          | All in the Family                             | Стретч Каннінгем, 3 епізоди                                                     |
| 1974      | с  | Файли Рокфорда                                        | The Rockford Files                            | Террі, 1 епізод                                                                 |

### Продюсер
| Рік  |     | Українська назва         | Оригінальна назва                             | Роль                |
| ---- | --- | ------------------------ | --------------------------------------------- | ------------------- |
| 2018 | док | Бігом за добром          | Running For Good: The Fiona Oakes Documentary | виконавчий продюсер |
| 2015 | док | Неминуча загроза         | Imminent Threat                               | виконавчий продюсер |
| 2009 | ф   | Самотнє місто для смерті | A Lonely Place for Dying                      | виконавчий продюсер |
| 2008 | тф  | Хіт-фактор               | Hit Factor                                    | виконавчий продюсер |

### Режисер
| Рік |    | Українська назва | Оригінальна назва | Роль                    |
| --- | -- | ---------------- | ----------------- | ----------------------- |
|     | кф | Принцип          | The Principle     | режисер (у виробництві) |